# ۱۲ مه
۱۲ مه صد و سی و دومین (در سال‌های کبیسه صد و سی و سومین) روز سال در گاه‌شماری میلادی است. ۲۳۳ روز تا پایان سال باقی است.

## رویدادها
- ۱۵۵۱ - دانشگاه سن مارکو به عنوان اولین دانشگاه قاره آمریکا در لیما، پایتخت پرو، گشایش یافت.
- ۱۸۸۱ - تونس به تحت الحمایگی فرانسه درآمد.
- ۱۹۴۹ - قوای سرخ شوروی محاصره برلین را خاتمه بخشیدند و تقسیم برلین به دو قسمت غربی و شرقی
- ۱۹۵۵ - پس پایان جنگ جهانی دوم، اتریش استقلال خود را بازیافت.
- ۱۹۸۱ - فرانسوا میتران از حزب سوسیالیست رئیس‌جمهور فرانسه شد.
- ۱۹۹۴ - اعلام آتش‌بس میان جمهوری آذربایجان و ارمنستان
- ۲۰۰۲ - با سفر پنج روزه جیمی کارتر، رئیس‌جمهور ایالات متحده به کوبا، او نخستین رئیس‌جمهور ایالات متحده شد که بعد از انقلاب کوبا به این کشور سفر کرده‌است.
- ۲۰۰۳ - در اثر بمب‌گذاری در ریاض که گفته شد از طرف القاعده طرح طریزی شده بود، ۳۹ نفر از جمله چند خارجی کشته شدند.
- ۲۰۰۶ - در پی توهین روزه نامه ایران به ترک‌زبان‌ها، اعتراضات و آشوب گسترده‌ای به پا شد.
- ۲۰۰۷ - در اثر شورش حاصل از اعتراض به ورود افتخار چودری، رئیس دادگاه عالی پاکستان به شهر کراچی، بیش از ۵۰ تن کشته و دست کم ۱۰۰ نفر دیگر زخمی شدند.
- ۲۰۰۸ - زمین‌لرزه ۸ ریشتری در استان سیچوآن چین قریب به ۷۰ هزار کشته، بیش از ۳۷۰ هزار زخمی و ۴٫۸ میلیون بی‌خانمان برجای گذاشت.

## زادروزها
- ۱۸۲۰ – فلورانس نایتینگل، بنیانگذار پرستاری نوین
- ۱۸۹۵ – جیدو کریشنامورتی، عارف، متفکر، نویسنده و سخنران مشهور هندی
- ۱۹۱۸ – ژولیوس روزنبرگ، جاسوس روس
- ۱۹۳۹ – جلال دباغ، سیاستمدار، مترجم و روزنامه‌نگار اهل کردستان عراق
- ۱۹۷۲ – ری سیهورن، بازیگر آمریکایی
- ۱۹۷۸ – خسوس مانسانو، دوچرخه‌سوار اهل اسپانیا

## درگذشت‌ها
- ۱۸۸۴ - بدریش اسمتانا، آهنگساز و موسیقیدان اهل چک

## مناسبت‌ها
- روز جهانی پرستارها
- روز جهانی زن در ریاضیات